# Johannes de Cappadociër
Johannes de Cappadociër (ook wel bekend als Johannis Orientalis) bekleedde in het Byzantijnse Rijk onder keizer Justinianus I van 532 tot 541 de functie van pretoriaanse prefect van het Oosten. Hij was ook een patriciër en in 538 consul ordinarius.

## Afkomst
Zowel Joannes Laurentius Lydus als Zacharias Rhetor melden dat Johannes afkomstig was uit Caeasarea in Cappadocië. Procopius, Johannes Malalas, de Chronicon Paschale en Zacharias noemden hem ook Johannes de Cappadociër om hem zo van andere Johannessen te onderscheiden. De naam Johannes ('Ioannes' in het Grieks en 'Johannes' in het Latijn) werd in zijn tijd veel gebruikt. Lydus en Malalas noemen hem soms ook de 'Cappadociër". Zijn familieconnecties zijn obscuur en slechts twee familieleden zijn met zekerheid bekend; zijn enige dochter Euphemia en een bloedverwant genaamd Ioannes Maxilloplumacius.

## Vaardigheden
Eigentijdse historici stonden bevooroordeeld ten opzichte van zijn persoon, in het bijzonder Procopius en Lydus. Hun vertellingen werden daar vaak door gekleurd. Procopius beweerde dat Johannes slecht was opgeleid, maar moest met tegenzin toegeven dat de Cappadociër over grote natuurlijke bekwaamheden beschikte. Hij verschijnt voor het eerst in de bronnen als een ‘scriniarius’ (notaris) in dienst van een niet-geïdentificeerde magister militum. Zijn administratieve ideeën trokken naar verluidt de aandacht van Justinianus. Dit resulteerde in zijn promotie naar ambten waar hij financiële verantwoordelijkheden droeg. Vandaaruit verwierf hij zich genoeg aanzien voor een benoeming tot Vir illustris en uiteindelijk tot pretoriaanse prefect van het Oosten. Er is een theorie dat zijn nauwe relatie met Justinianus dateert uit de jaren 520, toen Justinianus, voorafgaand aan zijn verheffing tot het keizerschap, zelf als magister militum praesentalis werkzaam was.

## Ambtelijke carrière
Johannes werd tot voorzitter van de eerste commissie voor de nieuwe wettelijke code van Justinianus, het Corpus Juris Civilis, benoemd. Hij werd Justinianus’ voornaamste juridische adviseur. Daaropvolgend werd hij benoemd tot pretoriaanse prefect van het Oosten, waardoor hij de macht kreeg om nieuwe belastingen aan de bevolking op te leggen. Deze nieuwe belastingen waren zeer onpopulair, en de menigte, die betrokken was bij het Nika-oproer van 532, eiste dat zowel Johannes als de quaestor Tribonianus werden ontslagen. Justinianus ontsloeg Johannes en Tribonianus inderdaad, maar nadat de rellen op bloedige wijze waren onderdrukt (er vielen tienduizenden doden), herstelde hij Johannes de Cappadociër als pretoriaanse prefect van het Oosten en Tribonianus als quaestor.

## Nika-oproer, met grotere macht hersteld
Na het oproer, dat gesteund werd door de aristocratische Senatoren, werd Johannes, die uit dezelfde lage stand als Justinianus afkomstig was, nog belangrijker in politieke aangelegenheden. Johannes beïnvloedde Justinianus' militaire beslissingen, hielp bij het tot stand komen van de Eeuwige Vrede met Khusro I van Perzië en overtuigde Justinianus om de schatkist niet te legen met een grote militaire expeditie in Noord-Africa. Johannes werkte met de keizer om de omvang van de bureaucratie, zowel in Constantinopel als in de provincies, te reduceren met de ontwikkeling van een basale meritocratie.

## Slechte reputatie, onorthodoxe invulling van het ambt
Zacharias rapporteert dat de Cappadociër in brede kring werd gevreesd vanwege zijn invloed op Justinianus en zijn neiging om beschuldigingen tegen vele mensen in te brengen. Naar verluidt werd hij daarbij bijgestaan door verschillende bij hem in dienst staande vleiers. Ludus meldt dat de Cappadociër een eigen gevangenis binnen het pretorium van Constantinopel had laten bouwen. Daar werden gevangenen regelmatig gemarteld en sommigen ook geëxecuteerd. Lydus beweert dat de Cappadociër zijn slachtoffers ook geld afperste. Hij geeft zelfs een ooggetuigenverslag van de executie van een van de slachtoffers.
Lydus vervolgt zijn relaas met andere opmerkelijke veranderingen in het dagelijks leven in het Praetorium. De Cappadociër vestigde zijn eigen woonruimte op de bovenverdiepingen; het traditionele woongedeelte van de prefect liet hij aan zijn volgelingen. De prefect behandelde zijn officiële staf naar verluidt als gewone slaven. Hij verbouwde de baden van het praetorium tot een paardenstal. Voor zichzelf bouwde hij een nieuwe verhoogde badkamer. Deze was uitgerust met fonteinen. Naar verluidt gebruikte hij zijn ambtswoning om uitbundige feesten te geven en zich op "alle mogelijke manieren over te geven aan uitspattingen van velerlei aard". Daarnaast bezat hij ook een luxueuze privéwoning. Procopius lijkt het hiermee eens te zijn. Hij vermeldt dat de Cappadociër zijn ochtenden besteedde aan het beroven van de belastingbetalers en de rest van de dag wijdde aan "ongebreidelde losbandigheid." Procopius merkt ook op dat Johannes duizenden lijfwachten in dienst had, die blijkbaar nodig waren om voor zijn beveiliging zorg te dragen.

## In de val gelokt
Zijn val lijkt het resultaat te zijn geweest van een voortdurende rivaliteit met Justinianus' echtgenote, keizerin Theodora alsmede generaal Belisarius. Johannes en Theodora streden om invloed op Justinianus. Beiden spraken wederzijds beschuldigingen uit met betrekking tot elkaars activiteiten. Belisarius kreeg naar verluidt na zijn terugkeer uit de Gotische Oorlog veel steun van het volk en de Cappadociër zag hem als een rivaal. Volgens Procopius sloten Theodora en Antonina, de vrouw van Belisarius, een bondgenootschap tegen de pretoriaanse prefect van het Oosten. Antonina arrangeerde een privéontmoeting met Johannes, zogenaamd om tegen Justinianus samen te zweren. Johannes zegde toe om haar in het paleis van de Rufinianae in de buurt van Chalcedon te ontmoeten; naar verluidt overtrad hij hiermee een directe order van Justinianus om geheime ontmoetingen met Antonina te vermijden. Hun zogenaamde privégesprek werd afgeluisterd door Marcellus en de eunuch Narses, zoals vooraf door de twee vrouwen was afgesproken. Marcellus en Narses hadden de opdracht van Theodora gekregen om Johannes te vermoorden als hij verraad zou plegen. In de daarop volgende worsteling kon Johannes echter ontsnappen en wist hij een kerk binnen te vluchten. Marcellus werd daarbij verwond door een van Johannes’ bewakers. Als gevolg van dit schandaal werd Johannes onmiddellijk uit zijn functie ontslagen en verbannen naar de stad Cyzicus, aan de Zee van Marmara.

## Verblijf in Cyzicus
Eind mei of begin juni 541 werd Johannes als prefect opgevolgd door Theodotus. Een voortzetting door Marcellinus Comes vermeldt dat de privéresidentie van Johannes in Constantinopel in eigendom kwam van Belisarius. Tegen zijn wil werd de Cappadociër nu tot priester gewijd. Naar verluidt vermeed hij echter angstvallig de uitoefening van zijn priesterschap uit vrees dat dit zijn kansen op een terugkeer naar het politieke machtscentrum zou ruïneren. Zijn rijkdommen werden in beslag genomen. Justinianus was echter terughoudend om zijn oude favoriet al te hard aan te pakken. Op een later moment kreeg Johannes zijn privé-eigendommen terug. Procopius merkt op dat hij rijk genoeg bleef om zich een leven van luxe te kunnen veroorloven. Johannes zijn problemen waren echter nog niet voorbij. Hij leefde in vijandschap met zijn nieuwe superieur, Eusebius, de bisschop van Cyzicus. Mede daardoor werd de Cappadociër na de moord op bisschop Eusebius van medeplichtigheid aan deze misdaad beschuldigd.

## Verbannen naar Egypte
Johannes werd gevangengezet, zijn ontvoerders mishandelden hem om hem een bekentenis af te dwingen. Zijn schuld werd echter niet vastgesteld. Wel werd zijn vermogen opnieuw in beslag genomen. Deze keer was Justinianus veel harder voor hem. Zijn nieuwe verbanningsplaats werd het Egyptische Antinoöpolis. Hij werd per schip naar deze stad getransporteerd, waarbij hem alleen werd toegestaan een goedkope mantel te dragen. In elke havenstad die onderweg werd aangedaan, moest hij tevens als bedelaar in zijn levensonderhoud voorzien. Procopius schreef in zijn vertelling over het derde jaar van Johannes zijn ballingschap, het jaar 544. Johannes had toen nog steeds de hoop niet opgegeven om zijn macht te herstellen. Hij was ertoe overgegaan in Alexandrië verschillende burgers van Alexandrië van belastingontwijking te beschuldigen. Procopius merkt op dat Theodora haar inspanningen om Johannes voor moord te berechten bleef voortzetten. De inwoners van Cyzicus weigerden echter tegen hem te getuigen.

## Terugkeer naar Constantinopel, levensavond
Theodora stierf in 548. Justinianus liet Johannes nu terugroepen naar Constantinopel, maar de Cappadociër was niet meer in staat zijn politieke loopbaan opnieuw op te pakken. Zijn ongewenste priesterschap stond dit niet toe. Malalas merkt op dat Johannes enige tijd later vreedzaam in Constantinopel is gestorven. Eigentijdse historici erkennen zijn vermogen om problemen te identificeren en ook op te lossen. Zij laten zich echter negatief uit over zijn boosaardigheid, hebzucht en verkwistende levenswijze.

### Voetnoten
1. 1 2 3  Martindale, Jones & Morris (1992), blz. 627.
2. 1 2  Martindale, Jones & Morris (1992), blz. 632.
3. ↑  Martindale, Jones & Morris (1992), blz. 633.
4. ↑  (en)  Bury (1923), Vol 2, blz 57-58.
5. ↑  Martindale, Jones & Morris (1992), blz. 633, 815, 915.
6. ↑  Martindale, Jones & Morris (1992), blz. 633-634.
7. 1 2  Martindale, Jones & Morris (1992), blz. 634.